# Supercoppa belga 2018 (pallavolo femminile)
La Supercoppa belga 2018 si è svolta l'11 novembre 2018: al torneo hanno partecipato due squadre di club belghe e la vittoria finale è andata per l'undicesima volta, la terza consecutiva, all'Asterix Avo.

## Regolamento
Le squadre hanno disputato una gara unica.

## Squadre partecipanti
| Squadra     | Qualificazione                                     | Ultima partecipazione |
| ----------- | -------------------------------------------------- | --------------------- |
| Asterix Avo | Vincitrice Liga A 2017-18/Coppa del Belgio 2017-18 | Supercoppa belga 2017 |
| Oudegem     | Finalista Coppa del Belgio 2017-18                 | Supercoppa belga 2013 |

## Torneo
| 11 novembre 2018 Sportcampus Lange Munte, Courtrai Durata: ? - Spettatori: ? | Asterix Avo | 3 - 0 | Oudegem | 25-13, 25-18, 25-18 |